# Луговая Слобода (Минская область)
Луговая Слобода (бел. Лугава́я Слабада́) — агрогородок в Минском районе Минской области Белоруссии. Административный центр Луговослободского сельсовета.

## География
Расположен в 13 км от МКАД, в 22 км на юго-восток от Минска, в 22 км от железнодорожной станции Пуховичи на автодороге М4 Минск — Могилёв.

## Происхождение названия
По рассказам старожилов и имеющимся документам и материалам, в XII веке на территории от Минска до Смолевич простирались топкие болота значительных размеров. Ранее их называли «Гнилое болото». Между болотами встречались крупные лога (острова), на которых строились населённые пункты. Крестьяне, сумевшие выкупиться и освободиться от барщины, селились на таких логах. Предположительно, ранее населённый пункт назывался Логовая Слобода, а позже название трансформировалось в Луговая.

## История
В 1710 году упоминается как сильно пострадавшая в ходе Северной войны деревня Логовская Слобода в составе имения Смиловичи-Бакшты в Минском воеводстве ВКЛ.
С 1917 до 1924 года сельсовет, в который входила Луговая Слобода, был расположен в деревне Обчак Сенницкой волости Минского уезда. В 1924 году по просьбе местных жителей сельсовет был перенесён в Луговую Слободу.
До 2012 года Луговая Слобода входила в состав совхоза Волма. В настоящее время на территории совхоза функционирует Минская Овощная Фабрика.

## Современность
В 2008 году деревня Луговая Слобода преобразована в агрогородок.
Многоэтажные дома в Луговой Слободе чередуются с коттеджами, сохранились и обычные деревенские дома.

## Образование
Луговослободская школа была открыта в 1915 году.
Зимой 1943 года старое деревянное здание школы сгорело и до 1964 года школа размещалась в приспособленных помещениях.
В 1964 году было построено типовое двухэтажное здание школы, где были созданы все условия для успешной учёбы. В школе в то время обучалось 430 человек из 7 окрестных населенных пунктов. Дети учились в первую смену, а во вторую смену в вечерних классах учебную программу осваивала работающая молодёжь без отрыва от производства.
С 2021 года директором государственного учреждения образования "Луговослободская средняя школа", является Николайчик Алексей Игоревич, депутат местного совета депутатов, заседатель Минского областного суда, отмечен Благодарностями и Почётной грамотой управления по образованию Минского райисполкома "За плодотворный добросовестный труд, высокий профессионализм и значительный личный вклад в развитие системы образования Минского района", награжден Почетной грамотой Минского райисполкома, Благодарственным письмом Председателя Минского райисполкома, Благодарностью Председателя Минского районного Совета депутатов, Почетной грамотой Главного управления по образованию Миноблисполкома, Благодарственным письмом Президента Республики Беларусь.
В школе работает 38 человек: 25 педагогов, 13 техперсонала, обучаются 194 учащихся.
В школе функционирует военно-патриотической класс. Совместно с военно-техническим факультетом в БНТУ открыт первый на территории Луговослободского сельского совета военно-патриотический клуб "Сапёры". Действует пионерская дружина им.М.Казея. Школа тесно сотрудничает с Белорусской православной церковью. Активно сотрудничает учреждение образования с предприятиями агропромышленного комплекса по трудовому воспитанию обучающихся.
Постоянно осуществляется совершенствование материально-технической базы и модернизация учреждения образования, внедряются новые технологии и современные методы обучения.
В 2014 году учитель русского языка и литературы Луговослободской школы победила в районном этапе конкурса профессионального мастерства «Учитель года» в номинации «Русский язык и литература, белорусский язык и литература». Учащиеся школы занимали различные места в олимпиадах, спортивных соревнованиях различного уровня. За более чем 100-летнюю историю медалистами стал 41 выпускник Луговослободской школы: вручено 25 золотых и 16 серебряных медалей.
В современной истории более 25 выпускников ГУО "Луговослободская средняя школа" заслужили погоны старших офицеров Вооруженных сил Республики Беларусь, один из выпускников удостоен высшего ученого звания Профессор, трое выпускников стали кандидатами наук.
Луговослободская средняя школа отмечена в номинации "Лучшее учреждение образования в организации воспитательного процесса по Минскому району"
В 2025 году Луговослободской школе исполняется 110 лет со дня основания.

## Галерея

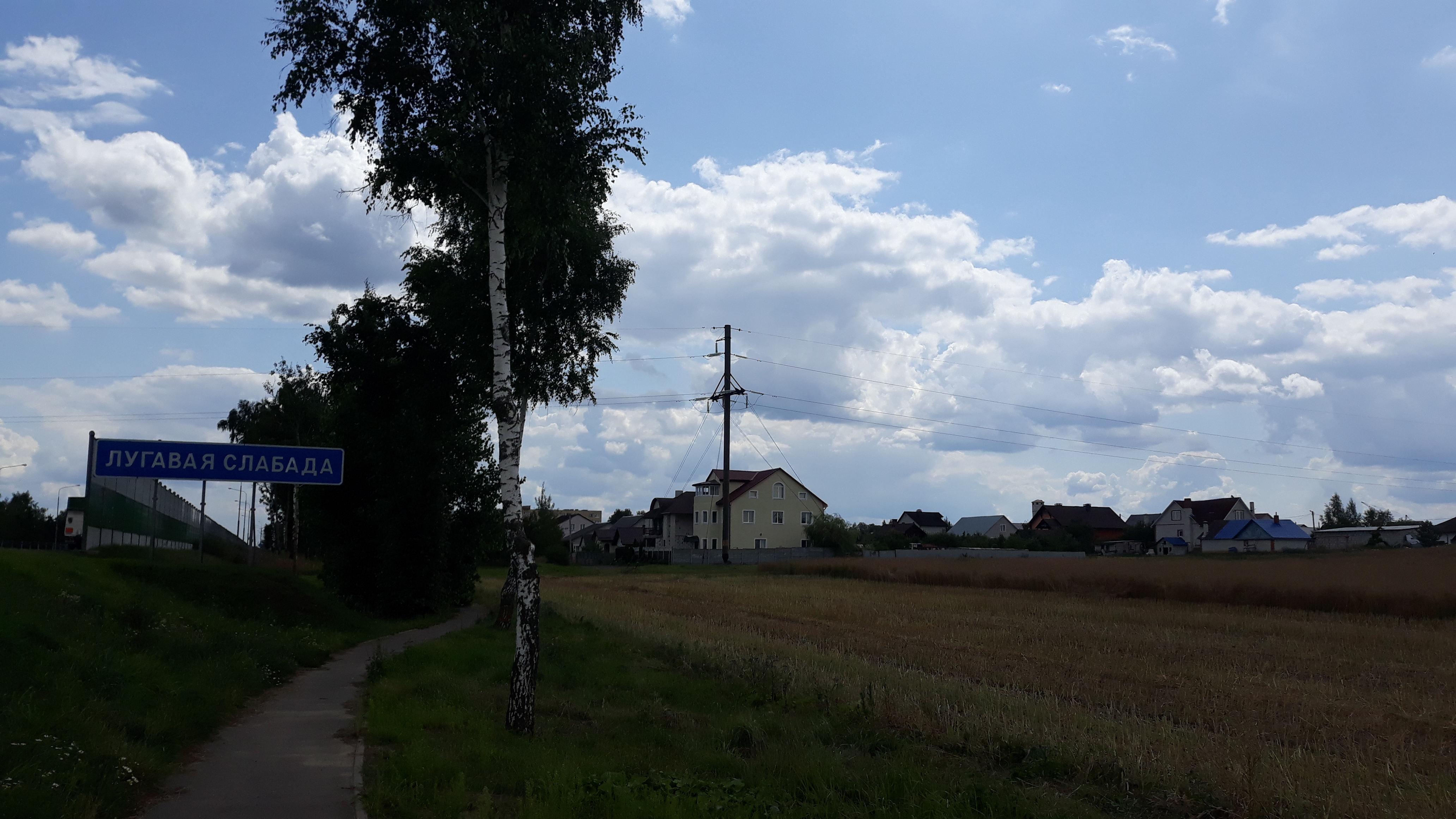
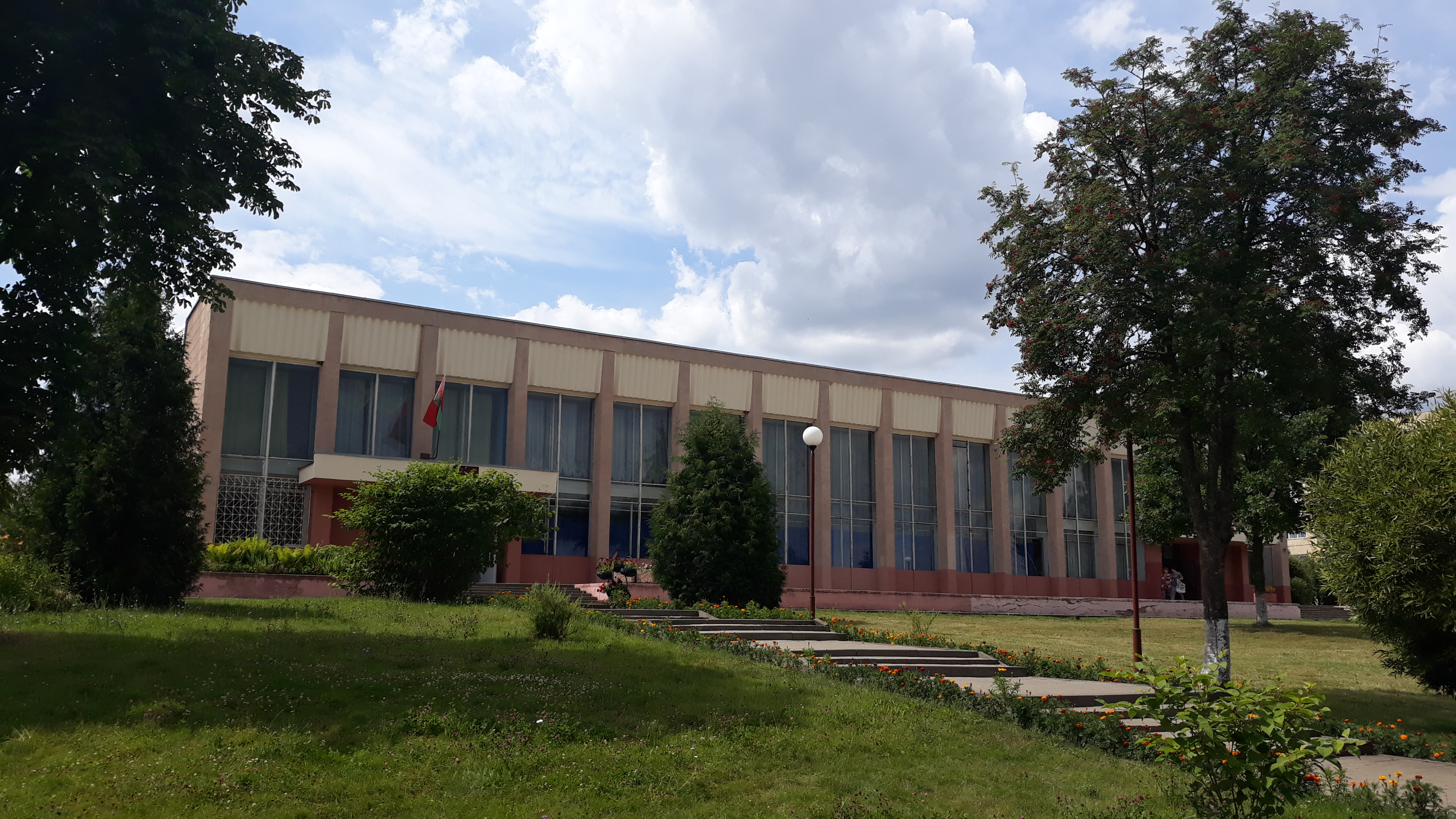

## Население
- 1999 год — 1185 человек
- 2010 год — 1352 человека